# عجلة الهامستر

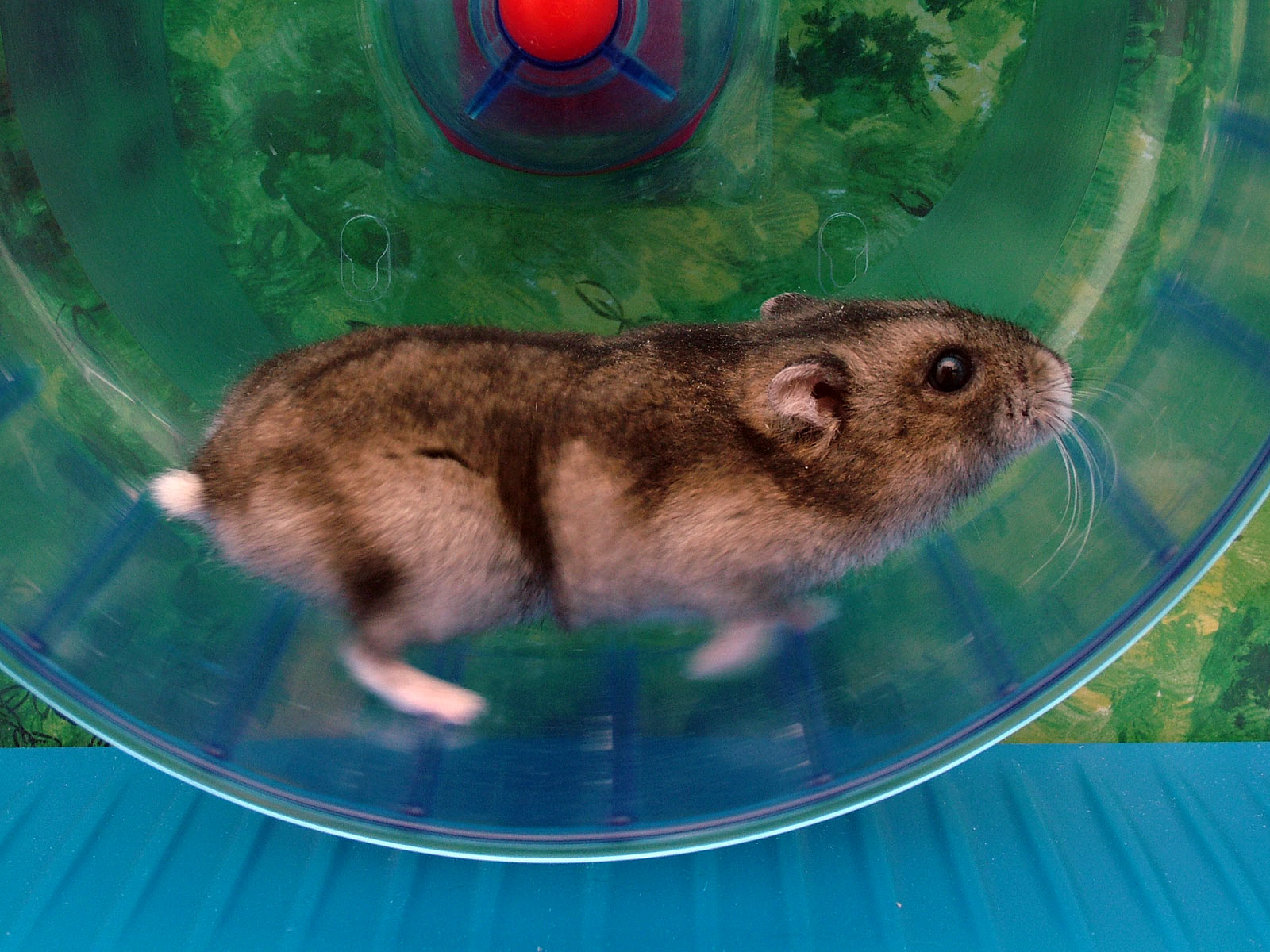
مثل القوارض الأخرى، فإن الهامستر لديه دافع كبير للركض في العجلات.

عجلة الهامستر أو عجلة السلك أو عجلة الركض (بالإنجليزية: Hamster wheels or running wheel)‏ هي أجهزة تمرين لحيوانات الهامستر والقوارض الأخرى. تتكون معظم هذه الأجهزة من عجلة مدورة مثبتة على حامل بواسطة محور واحد أو زوج من المحاور. تسمح عجلات الهامستر للقوارض بالركض حتى عندما تكون مساحتها ضيقة. أقدم استخدام مؤرخ لمصطلح "عجلة الهامستر"، الموجود في قاموس أوكسفورد الإنجليزي، كان في إعلان إحدى الصحف لعام 1949.

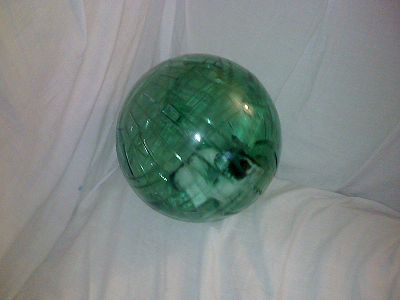
فأر في كرة هامستر خضراء